# Intoxicated
Intoxicated ist das Debütalbum der deutschen Pop-Rock-Sängerin Gracia Baur, die durch ihre Teilnahme der Castingshow Deutschland sucht den Superstar bekannt wurde und am Ende der ersten Staffel den fünften Platz belegte. Der Longplayer verkaufte sich mehr als 50.000-Mal.

## Produktion und Titelliste
| #  | Titel                                  | Autoren(en)                                                         | Produzent(en)                      | Dauer |
| -- | -------------------------------------- | ------------------------------------------------------------------- | ---------------------------------- | ----- |
| 1  | Intoxicated                            | Jonas Krag, Giovanni Gambino                                        | Christian Hamm, Alain Bertoni      | 3:41  |
| 2  | I Don’t Think So! (Single-Version)     | Andreas Karlegård, Daniel Thornqvist, Niclas Lundin, Adam Alvermark | Brix, Ingo P.                      | 2:54  |
| 3  | One Man to the Left                    | Christian Hamm, Alain Bertoni, Laura Zonka                          | Christian Hamm, Alain Bertoni      | 3:22  |
| 4  | Superman                               | Christian Hamm, Alain Bertoni, Laura Zonka                          | Christian Hamm, Alain Bertoni      | 3:21  |
| 5  | I Believe in Miracles (Single-Version) | Tommy La Verdi, Daniel Pandher, Ear [NO]                            | ORec                               | 3:15  |
| 6  | Cry the Blues                          | Grant Michael B., Pomez di Lorenzo                                  | Grant Michael B., Pomez di Lorenzo | 3:44  |
| 7  | Right by Your Side                     | Svein Finneide, Ear [NO]                                            | ORec                               | 3:29  |
| 8  | Send Me an Angel                       | Christian Hamm, Alain Bertoni                                       | Christian Hamm, Alain Bertoni      | 3:31  |
| 9  | Will You Be My Friend?                 | Grant Michael B., Pomez di Lorenzo                                  | Grant Michael B., Pomez di Lorenzo | 3:59  |
| 10 | Back into My Life                      | Christian Hamm, Alain Bertoni                                       | Christian Hamm, Alain Bertoni      | 3:57  |
| 11 | When the Love Is Gone                  | Grant Michael B., Pomez di Lorenzo                                  | Grant Michael B., Pomez di Lorenzo | 3:48  |
| 12 | Don’t Turn Your Back on Me             | Grant Michael B., Pomez di Lorenzo                                  | Grant Michael B., Pomez di Lorenzo | 3:59  |

## Veröffentlichung
Intoxicated erschien am 13. Oktober 2003 in Deutschland, Österreich und in der Schweiz. Im Booklet sind alle Songtexte nachzulesen. Zudem befinden sich dort viele Bilder der Sängerin.

## Singleauskopplungen

### I Don’t Think So!
I Don’t Think So! ist die Debütsingle von Gracia. Sie erschien am 14. Juli 2003 im deutschsprachigen Raum. Das Video zum Titel wurde 2003 gedreht. Die Regie hierbei übernahm Oliver Sommer. Eddi Bachmann war beim Dreh der Kameramann. Theo Lustig war für die Beleuchtung zuständig. Der Song schaffte es auf Platz drei und hielt sich elf Wochen in den deutschen Charts. In Österreich war der Titel auf Platz 20 und insgesamt neun Wochen in den Charts vertreten. In der Schweiz belegte sie Position 12 und konnte sich insgesamt zehn Wochen in den Charts halten.

### I Believe in Miracles
I Believe in Miracles wurde als zweite Single ausgewählt. Sie erschien am 22. September 2003. Der Text stammt von Tommy La Verdi, Daniel Pandher und „Ear [NO]“. Auch bei diesem Lied übernahm Oliver Sommer die Regie beim Videodreh. Für die Aufnahmen wurden Eddi Bachmann, Markus Eckert und Christian Lukas engagiert. Die Spezialeffekte wurden von Markus Pütterich im Video per Computerüberarbeitung eingebaut. Für die visuellen Effekte zeichneten Michael Ralla und Constantin von Zitzewitz verantwortlich. Im Musikvideo gibt es eine Gasexplosion. Diese wurde von Zitzewitz entwickelt und gehörte zum Drehbuch von I Believe in Miracles.

### Chartplatzierungen
| Jahr | Titel                 | Höchstplatzierung, Gesamtwochen, AuszeichnungChartplatzierungen (Jahr, Titel, , Platzierungen, Wochen, Auszeichnungen, Anmerkungen) | Höchstplatzierung, Gesamtwochen, AuszeichnungChartplatzierungen (Jahr, Titel, , Platzierungen, Wochen, Auszeichnungen, Anmerkungen) | Höchstplatzierung, Gesamtwochen, AuszeichnungChartplatzierungen (Jahr, Titel, , Platzierungen, Wochen, Auszeichnungen, Anmerkungen) | Anmerkungen                              |
| Jahr | Titel                 | DE | AT | CH | Anmerkungen                              |
| ---- | --------------------- | --- | --- | --- | ---------------------------------------- |
| 2003 | I Don’t Think So!     | DE3 (11 Wo.)DE | AT20 (9 Wo.)AT | CH12 (10 Wo.)CH | Erstveröffentlichung: 14. Juli 2003      |
| 2003 | I Believe in Miracles | DE12 (9 Wo.)DE | AT56 (4 Wo.)AT | CH42 (5 Wo.)CH | Erstveröffentlichung: 22. September 2003 |

## Rezeption
Laut.de kritisierte das Album mit den Worten, dass „die Themen altbekannte Mixe aus Liebe und jugendlichem Emanzipierungswahn, schlagerüblich ohne Tiefgang sind“. Gracias Stärke sei „eindeutig ihre Stimme, zumindest so lange sie nicht wirklich gefordert ist. … In den Untiefen der gefälligen Balladen ‚Will You Be My Friend‘ oder ‚When the Love Is Gone‘ kann die 20-Jährige ihr Vokalwerkzeug fein entfalten. … Der künstlerische Tiefgang von Intoxicated ist so dünn wie Dieter Bohlens Schwarte dick, Beliebigkeit herrscht vor. …“
Pooltrax äußerte sich zu Intoxicated wie folgt: „Ab und zu eine Ballade – das muss natürlich sein, allein schon wegen der Abwechslung. Aber selbst ruhige Titel klingen bei Gracia irgendwie schon wieder rockig. Das scheint eine ihrer Fähigkeiten zu sein, immer etwas Spannung in jeden Song reinzukriegen.“
letmeentertainyou.de beschrieb das Album folgendermaßen: „… Songs wie ‚One Man to the Left‘ oder ‚Superman‘ klingen einfach zu poppig und glatt. So als würden Ace of Base plötzlich versuchen, ihre ‚Lalala-Lieder‘ mit E-Gitarren zu spielen. Die belanglosen Lyrics im besten ‚DJ Bobo‘-Englisch machen das Ganze nicht besser. Noch schlimmer: Gracias Stimme kommt nur bei den Balladen richtig zur Geltung (‚Don’t Turn Your Back on Me‘, ‚When the Love Is Gone‘). Lediglich die Single ‚I Believe in Miracles‘ und das eingängige ‚Send Me an Angel‘ im 80er-Sound rocken recht akzeptabel.“

## Chartplatzierungen
| ChartsChartplatzierungen | Höchstplatzierung | Wochen |
| ------------------------ | ----------------- | ------ |
| Deutschland (GfK)        | 10 (5 Wo.)        | 5      |
| Schweiz (IFPI)           | 67 (3 Wo.)        | 3      |